# Paul Dräger

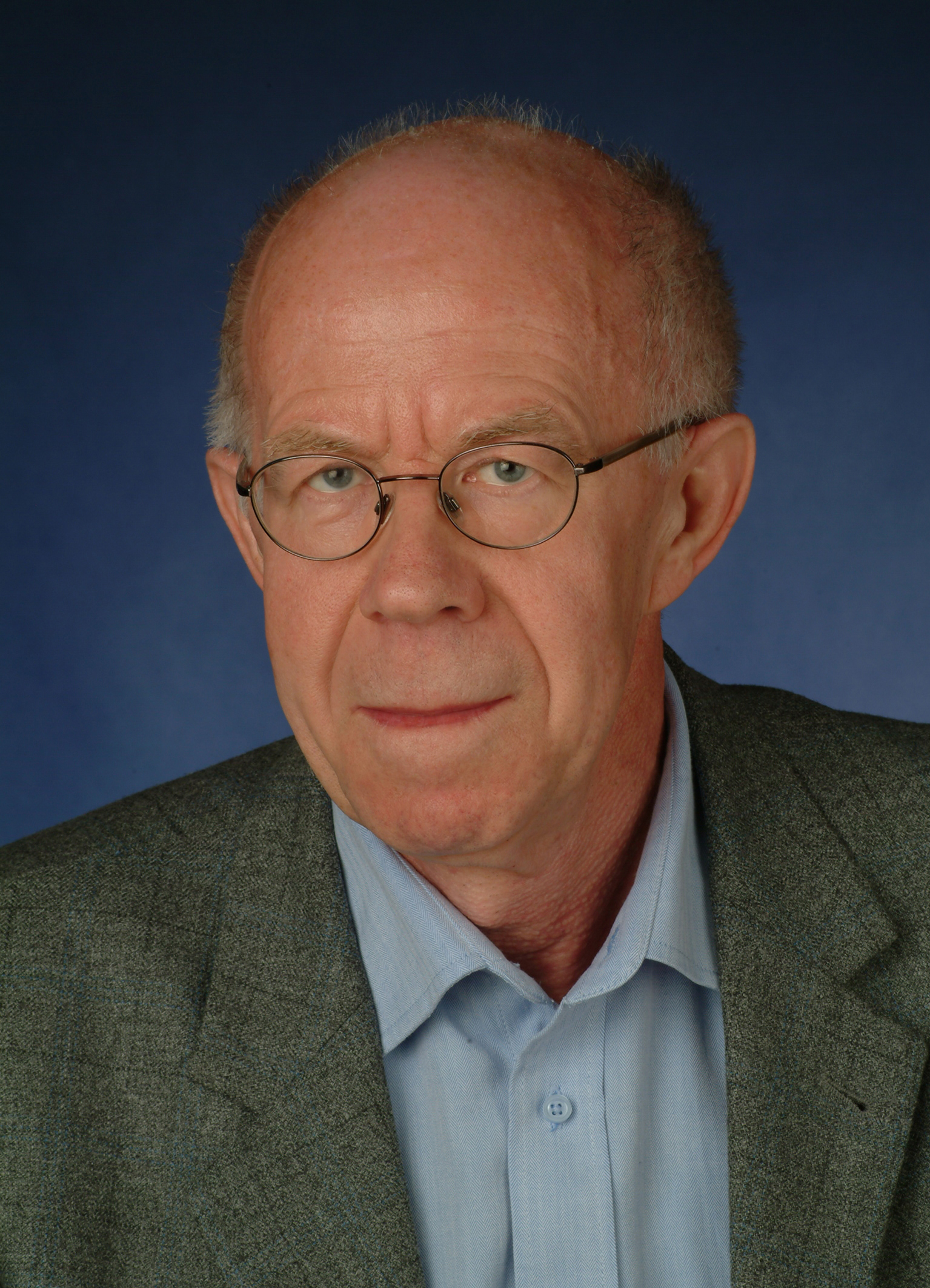
Paul Dräger

Paul Dräger (* 20. Dezember 1942 in Amt Neuhaus) ist ein deutscher Klassischer Philologe, Übersetzer und Wissenschaftshistoriker.

## Leben
Paul Dräger studierte von 1963 bis 1968 Klassische Philologie, Geschichte, Slawistik und Indogermanistik an der Johannes Gutenberg-Universität Mainz. Nach den beiden Staatsexamina (1968/1969) war er als Gymnasiallehrer (1968–2000) sowie als Lehrbeauftragter für Klassische Philologie an der Universität Trier (1981–1989, 1994–1997) tätig.
1990 wurde Dräger an der Universität Trier mit der Dissertation Argo pasimelousa: Der Argonautenmythos in der griechischen und römischen Literatur promoviert. Im Wintersemester 2001/02 legte er im Fachbereich II der Universität Trier Die Argonautika des Apollonios Rhodios: Das zweite Zorn-Epos der griechischen Literatur (München 2001) als Habilitationsschrift vor.
Seit seiner Pensionierung (2000) arbeitet er als freier Autor, Übersetzer, Rezensent, Lektor (Reclam, Patmos) und Wissenschaftshistoriker. 2007/2008 war er Lehrbeauftragter für Alte Geschichte an der Universität des Saarlandes, von 2008 bis 2010 freier Mitarbeiter der Tageszeitung Trierischer Volksfreund.
Zu seinen Forschungsschwerpunkten zählen das griechische und römische Epos, antike Mythologie, archaische griechische Dichtung (besonders Pindar), hellenistische (Apollonios von Rhodos), augusteische (Vergil), flavische (Valerius Flaccus) und spätantike Dichtung (Ausonius) sowie mittellateinische Literatur (Heiligen-Viten). Wissenschaftshistorisch beschäftigt sich Dräger besonders mit den Forschern Theodor Mommsen und Ulrich von Wilamowitz-Moellendorff.

## Schriften (Auswahl)
- Argo pasimelousa. Der Argonautenmythos in der griechischen und römischen Literatur. Teil I: Theos Aitios. Franz Steiner, Stuttgart 1993, ISBN 3-515-05974-1.
- Stilistische Untersuchungen zu Pherekydes von Athen. Ein Beitrag zur ältesten ionischen Prosa (= Palingenesia. Band 52). Franz Steiner, Stuttgart 1995, ISBN 3-515-06676-4.
- Untersuchungen zu den Frauenkatalogen Hesiods (= Palingenesia. Band 61). Franz Steiner, Stuttgart 1997, ISBN 3-515-07028-1.
- Ausonius Mosella. Lateinisch / Deutsch (Blankverse) / Kommentar. Paulinus, Trier 2001, ISBN 3-87760-167-7.
- Die Argonautika des Apollonios Rhodios: Das zweite Zorn-Epos der griechischen Literatur (= Beiträge zur Altertumskunde. Band 158). Saur, München 2001, ISBN 3-598-77707-8.
- D. Magnus Ausonius. Mosella. Bissula. Briefwechsel mit Paulinus Nolanus. Lateinisch / Deutsch (Prosa) / Kommentar (Sammlung Tusculum). Artemis und Winkler, Düsseldorf/Zürich 2002, ISBN 3-7608-1729-7. Studienausgabe der „Mosella“ 2004, ISBN 3-7608-1380-1.
- Apollonios von Rhodos. Die Fahrt der Argonauten. Griechisch / Deutsch / Kommentar. Reclam, Stuttgart 2002, ISBN 3-15-018231-X. Durchgesehene und bibliographisch ergänzte Ausgaben 2010 und 2019, ISBN 978-3-15-018231-4.
- C. Valerius Flaccus. Argonautica / Die Sendung der Argonauten. Lateinisch / Deutsch / Kommentar (= Studien zur klassischen Philologie. Band 140). Peter Lang, Frankfurt am Main 2003, ISBN 3-631-50799-2. Nachdrucke 2008, 2014.
- Historie über Herkunft und Jugend Constantins des Großen und seine Mutter Helena von einem unbekannten Verfasser. Lateinisch / Deutsch / Kommentar. Kliomedia, Trier 2005, ISBN 3-89890-080-0. 2., erweiterte Auflage 2010, ISBN 978-3-89890-152-9.
- Apollodor. Bibliotheke. Götter- und Heldensagen. Griechisch / Deutsch / Kommentar (Sammlung Tusculum). Artemis und Winkler, Düsseldorf/Zürich 2005, ISBN 3-7608-1741-6.
- Ulrich von Wilamowitz-Moellendorff: Homers Ilias (Vorlesung WS 1887/1888 Göttingen). Herausgegeben und kommentiert (= Spudasmata. Band 109). Olms, Hildesheim 2006, ISBN 3-487-13136-6. 2., erweiterte Auflage 2008, ISBN 978-3-487-13619-6.
- Eusebios. Über das Leben des glückseligen Kaisers Konstantin. Griechisch / Deutsch / Kommentar (= Bibliotheca classicorum. Band 1). Utopica, Oberhaid 2007, ISBN 978-3-938083-04-8. 2., durchgesehene Auflage 2007, ISBN 978-3-938083-06-2.
- Almann von Hautvillers: Lebensbeschreibung oder eher Predigt von der heiligen Helena. Lateinisch / Deutsch / Kommentar. Kliomedia, Trier 2007, ISBN 978-3-89890-113-0.
- Alkuin. Das Leben des heiligen Willibrord. Lateinisch / Deutsch / Kommentar. Kliomedia, Trier 2008, ISBN 978-3-89890-127-7.
- Gallus et vulpes – Hahn und Füchsin. Eine allegorische Tierdichtung des 11. Jahrhunderts aus dem Maas-Mosel-Raum/Lothringen. Herausgegeben, übersetzt und kommentiert. In: Kurtrierisches Jahrbuch. Band 49, 2009, S. 149–192.
- Winrich von Trier: Conflictus ovis et lini / Der Streit zwischen Schaf und Flachs. Lateinisch / Deutsch. Kliomedia, Trier 2010, ISBN 978-3-89890-145-1.
- Klage des Magisters Paulinus (Querela magistri Paulini) [11 Jh.]. Herausgegeben, übersetzt und kommentiert. In: Kurtrierisches Jahrbuch. Band 50, 2010, S. 65–148.
- Euripides: Medea, übersetzt in Jamben und erläutert. Reclam, Stuttgart 2011, ISBN 978-3-15-018768-5
- Decimus Magnus Ausonius. Sämtliche Werke. Band 2: Trierer Werke. Kliomedia, Trier 2011, ISBN 978-3-89890-158-1. Zweite, erweiterte und überarbeitete Auflage 2016, ISBN 978-3-89890-207-6.
- Vita Gangolfi, Das Leben Gangolfs, herausgegeben, übersetzt und kommentiert. Kliomedia, Trier 2011, ISBN 978-3-89890-166-6.
- Sophokles, Philoktet. Mit der 52. Rede des Dion Chrysostomos. In Jamben übersetzt und erläutert. Reclam, Stuttgart 2012, ISBN 978-3-15-018973-3.
- Euripides, Iphigenie bei den Taurern, in Jamben übersetzt und erläutert. Reclam, Stuttgart 2012, ISBN 978-3-15-018911-5.
- Decimus Magnus Ausonius. Sämtliche Werke. Band 1: (Auto-)biografische Schriften. Kliomedia, Trier 2012, ISBN 978-3-89890-176-5.
- Euripides, Iphigenie bei den Taurern. Griechisch / Deutsch. Reclam, Stuttgart 2014, ISBN 978-3-15-019264-1.
- Decimus Magnus Ausonius. Sämtliche Werke. Band 3: Spätwerke aus Bordeaux. Herausgegeben, übersetzt und kommentiert. Kliomedia, Trier 2015, ISBN 978-3-89890-193-2.
- Trier wird christlich: Das Leben der heiligen Eucharius, Valerius, Maternus (Vita sanctorum Eucharii, Valerii, Materni). Herausgegeben, zum ersten Mal übersetzt und kommentiert. In: Kurtrierisches Jahrbuch. Band 56, 2016, S. 11–58.
- Gesta Treverorum. Ab initiis usque ad MCXXXII annum. Geschichte der Treverer. Von den Anfängen bis zum Jahr 1132. Lateinisch/Deutsch. Herausgegeben, zum ersten Mal vollständig übersetzt und kommentiert (= Publikationen aus dem Stadtarchiv Trier. Band 2). Kliomedia, Trier 2017, ISBN 978-3-89890-210-6.
- Thiofrid von Echternach, Zwei Predigten am Geburtstag der glückseligen Willibrord und Wilgislus. Lateinisch/Deutsch. Herausgegeben, zum ersten Mal übersetzt und kommentiert (= Publikationen aus dem Stadtarchiv Trier. Band 3). Verlag für Kultur und Geschichte, Trier 2018, ISBN 978-3-945768-03-7.